# Charles de Sales
Charles de Sales, né le 5 mai 1625 et mort le 22 avril 1666, est un frère hospitalier, officier militaire savoyard et administrateur colonial du XVIIe siècle.

## Biographie
Issu de maison de Sales, Charles de Sales naît le 5 mai 1625 au château de Thorens, à Thorens-Glières, dans le duché de Savoie, (dans l'actuel département de la Haute-Savoie). Il est le fils de Louis de Sales (1577-1654), officier savoyard. Son frère, Jean-François, est fait marquis. Ils sont neveux de saint François de Sales. 
Il entre dans l’ordre de Saint-Jean de Jérusalem et se signale en combattant les Turcs et les pirates barbaresques (caravanes hospitalières).
En 1650, il est chargé par l'ordre de Malte de secourir Candie (Crète). En raison de ses services, il obtient une commanderie.
Il est envoyé, en 1653, aux Antilles pour aider le gouverneur Poincy. Il lui succède le 11 avril 1660, comme gouverneur de Saint-Christophe. Lorsque l'île est cédée à la France par l'ordre de Saint-Jean de Jérusalem à la Compagnie des Indes occidentales, le roi Louis XIV le nomme vice-roi le 5 septembre 1665.
Dans le conflit opposant la France à l'Angleterre, en janvier 1666, le commandeur de Sales organise la défense de ses possessions.
Charles de Sales meurt le 22 avril 1666, tué en défendant cette colonie contre les Anglais.